# Nachi no dengaku
Le Nachi no dengaku (那智の田楽) est une danse rituelle effectuée sur une scène spéciale d'environ 4 m2 au sanctuaire de Kumano Nachi (préfecture de Wakayama) lors de la fête du feu de Nachi (Nachi no hi matsuri), chaque 14 juillet.

## Description
La danse se fait en groupes de huit ou dix danseurs, sur un accompagnement musical de flûtes, de tambours et de binzasara. Elle exprime l’espoir de faire de bonnes récoltes de riz. Vingt-deux répertoires d’une durée de 45 minutes chacun sont connus.

## Histoire
En 1581, un incendie a détruit tous les équipements et costumes de la danse, mais la célébration reprit dès 1599.
Une autre interruption a été causée à l'ère Meiji à cause de la politique anti-bouddhiste du nouveau gouvernement, mais la tradition fut malgré tout préservée et relancée par les habitants de la région qui créèrent en 1921 l’Association pour la préservation du Nachi dengaku.
Le Nachi no dengaku, art religieux du spectacle pratiqué lors de la fête du feu de Nachi, a été inscrit en 2012 sur la liste représentative du patrimoine culturel immatériel de l’humanité de l’Unesco.